# Leucotrichum schenckii
Leucotrichum schenckii là một loài thực vật có mạch trong họ Polypodiaceae. Loài này được (Hieron.) Labiak mô tả khoa học đầu tiên năm 2010.